# ジョゼフ＝マリー・アミオ

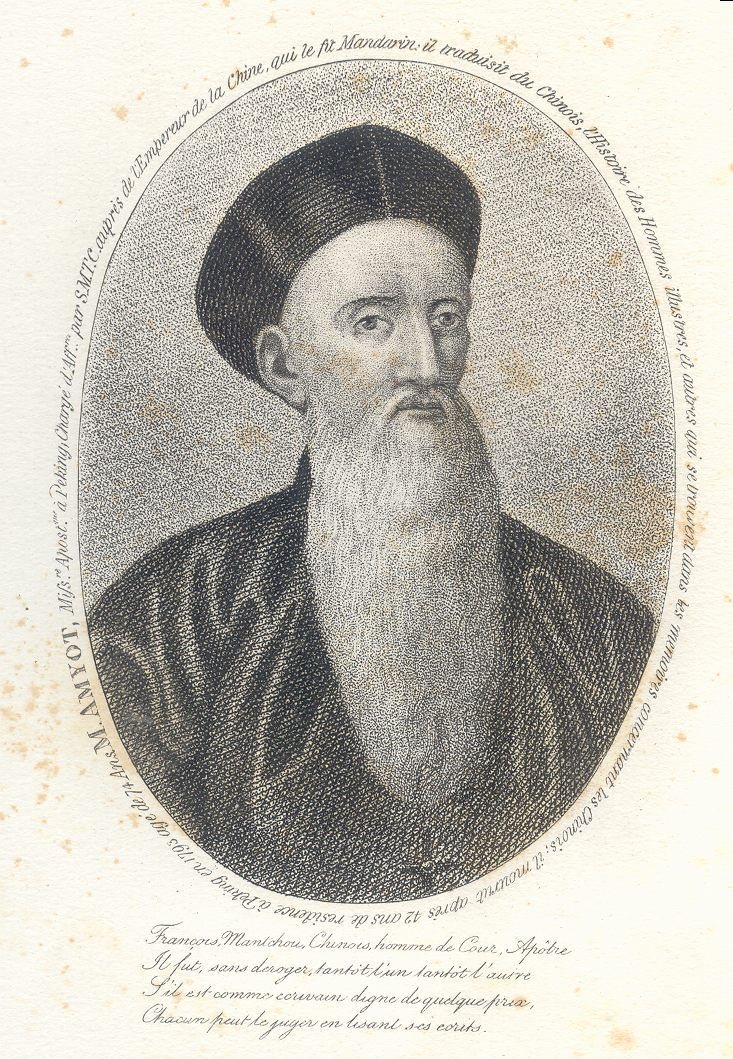

ジャン・ジョゼフ＝マリー・アミオ（Jean Joseph-Marie Amiot、1718年2月8日 - 1793年10月8日か9日）は、フランスのイエズス会修道士、中国学者。清の乾隆帝の宮廷に仕えつつ、多数の報告をフランスに送った。中国名は銭徳明(Qián Démíng)。

## 略歴
アミオはトゥーロンに生まれ、1737年にイエズス会に入会した。1746年に司祭に叙階された。1751年に北京の宮廷に入って乾隆帝に仕えた。はじめはおそらく音楽家として仕えたが、後に内閣蒙古堂の満州語とラテン語の通訳として働いた。
当時ヨーロッパ各国でイエズス会は排斥されつつあり、1759年にポルトガルでイエズス会の活動が禁止されたのを皮切りに、1773年に教皇クレメンス14世によってイエズス会が完全に禁止された。アミオは、イエズス会にかわってパリ外国宣教会の宣教師を北京に送るように教皇に願った。教皇はかわりにラザリスト会の宣教師を送ることにした。
アミオが最後にヨーロッパへ送った手紙はフランス革命の勃発とそれが中国宣教に及ぼす影響を懸念するものだった。1793年10月8日にルイ16世処刑のニュースを聞き、その夜に北京で没した。

## 主な著作
アミオはフランスの国務卿だったアンリ・レオナール・ジャン・バティスト・ベルタンの知りあいであり、北京からベルタン他にあてて多数の報告を送っている。それらは主にパリの刊行物『中国人の歴史・科学・芸術・風俗・習慣等に関する覚え書き』(Mémoires concernant l’histoire, les sciences, les arts, les mœurs, les usages, & c. des Chinois, 1776-1814)に収録されている。中国音楽に関する報告（第6巻所収、1780年）、『孫子』のフランス語訳（第7巻所収、1782年）、大部の孔子伝（第12巻、1786年）などが含まれる。
アミオは満州語の辞典を作り、パリでラングレスによって満州語・フランス語辞典として出版された（全3巻）。
- Langlès, Louis, ed (1789-1790). Dictionnaire tartare-mantchou français. Paris

## アミオ以後の北京の西洋人
アミオ以降、イエズス会が禁止される1770年代までイエズス会士は北京入りしており、画家のルイ・ド・ポワロ(Louis de Poirot、1771年に到着)は1813年まで生きていた。それ以降はラザリスト会が取ってかわり、欽天監で働いたGaetano Pires Pereira（畢学源）は1838年に北京で没した。しかし嘉慶・道光年間には禁教はより厳格になり、宣教は困難だった。乾隆帝の時代に残されていた北京の教会も、19世紀初頭に閉鎖された。